# Kung-fu

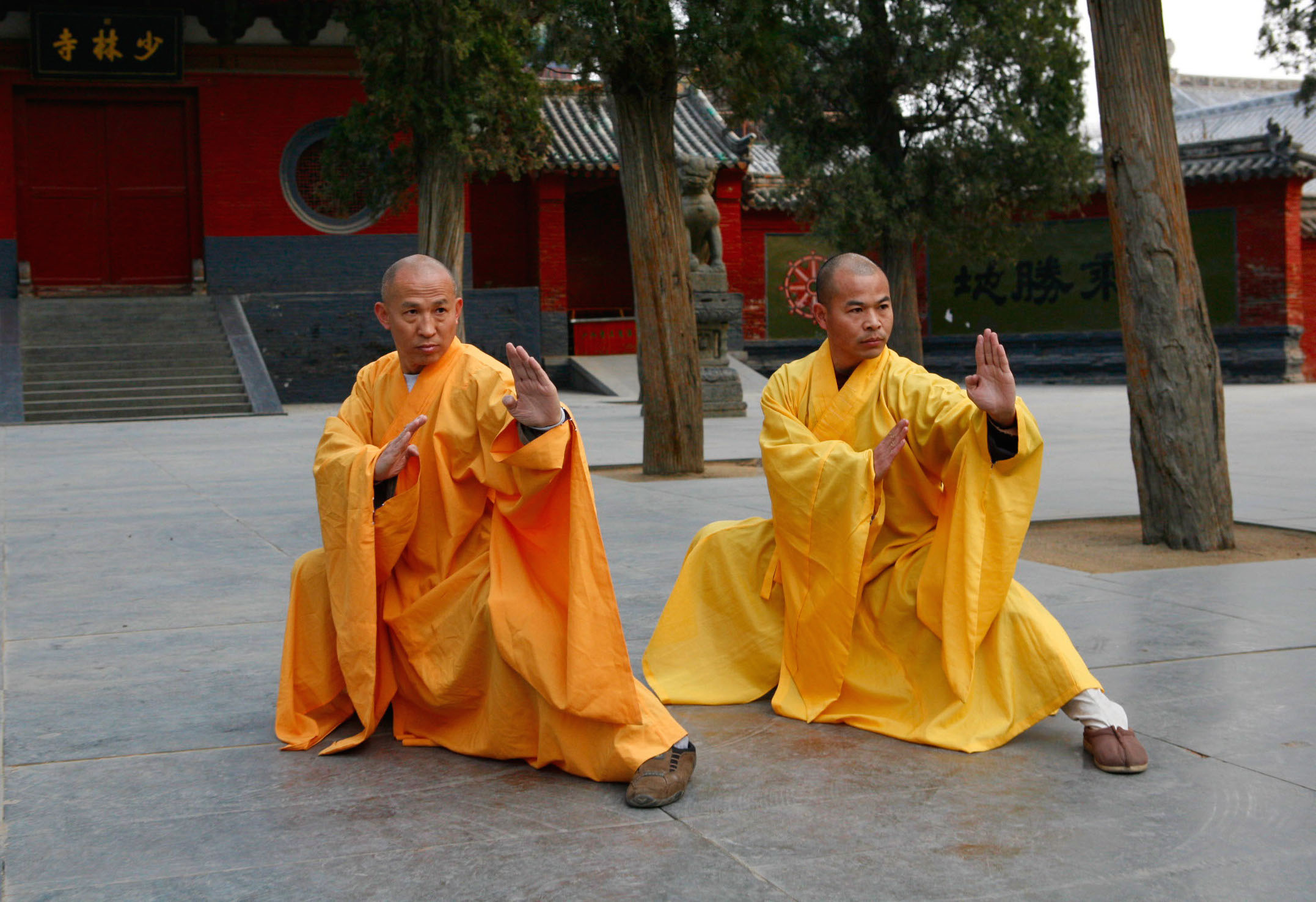
Två mästare i Shaolin kung fu

Kung-fu (kinesiska: 功夫, pinyin: gōngfu), betyder ungefär "skicklighet genom hårt arbete" och är ett teoretiskt såväl som praktiskt system för självförsvars- och hälsofrämjande tekniker.

## Etymologi och relationen till wushu
Kung fu är ett begrepp i mandarin som används för att påvisa målmedvetenhet, skicklighet och strävan efter att förbättras inom ett visst område. Det är således inte begränsat till kampsport, utan kan gälla vilket område som helst. Det handlar närmast om att göra någonting tillräckligt mycket tills man får känsla för uppgiften och alltså uppnår en högre kunskapsnivå. Dock går meningarna isär gällande begreppet kung-fus moderna innebörd. Vissa menar att västvärlden använder ordet felaktigt som ett uttryck för kinesisk kampsport. Ett mer passande ord för det enligt dessa är wushu, kinesiskans (mandarin) ord för stridskonst. Andra menar istället att ordet ursprungligen inte hade den innebörden, men att begreppet kommit att utvecklas och få en ny innebörd. Argumenten för detta är flera, bland annat att kung-chock är ordet som idag oftare används för att beskriva arbete, medan kung-fu blivit synonymt med kampsport. Ett annat argument är att wushu är en uppvisningssport och att kung-fu av den anledningen har fått innebörden av stridskonst istället. Därtill kan det också röra sig om att begreppet fått en utvidgad innebörd på andra språk. På engelska kan sägas att kung-fu ordagrant betyder att praktisera något som kräver tålamod, träna, lära eller mänsklig prestation, men där ordet också har en synonym innebörd med wushu som kommit att accepteras som allmängiltig.

## Historia
Det är oklart varifrån kung-fu har sin geografiska härstamning. Även om kung-fu generellt förknippas med Kina finns det de som argumenterar för att kung-fu troligtvis har sina rötter i Indien. Det är även oklart när kung-fu började användas. Vissa menar att kung-fu går att datera till förhistorisk tid som ett sätt för människor att försvara sig mot eller jaga vilda djur. Kung-funs historia är inte bara relaterad till kampsport utan även medicin då kung-fu tidigt började användas i hälsofrämjande syfte. Under Shang- och Zhoudynastierna (1700–221 f.Kr) började stridskonsten att utvecklas till något mer dansliknande. Under Qin- (221–207 f.Kr) och Handynastierna (202 f.Kr-220) började utvecklingen av det som mer liknar dagens kung-fu att ta form. Ett exempel på detta är historien om Xiang Zhuang som använde denna typ av dans för att förtecka ett lönnmord på Liu Bang som var Handynastins förste kejsare.  Under denna period började även övningar som inspirerades av djur användas i hälsofrämjande syfte, något som är karaktäristiskt för vissa kung-fustilar än idag såsom Shaolin kung-fu. Under Tangdynastin (618–907) började kung-fun som kampsport att systematiseras genom examinering av utövare där såväl priser som titlar kunde tilldelas dessa, vilket bidrog till att kung-fu inte längre bara ansågs vara en artistisk gren. Under denna period började även kung-fun sprida sig till närliggande områden i sydostasien. Vissa menar att kampsporter som karate, judo, kickboxning och aikido har sina rötter i denna tid. Under Song- (960-1279) och Yuandynastierna 1206–1368) började kung-fun bli en folkrörelse och organisationer där utövandet blev en central roll kom att kallas för Yinglue. Yue Fei som var en militärbefälhavare för Songdynastin började under denna period träna armén i kung-fu.  Under Mingdynastin (1368-1644) började fler förgreningar av kung-fun uppstå, och dessa började nedtecknas i bokform. Under Qingdynastin (1636-1911) mötte kung-fun motgångar då den ålades med förbud. Detta medförde att befolkningen startade klubbar och organisationer där kunskapen överfördes mellan människor. På så vis började kampsportsskolor att bildas. Dock var det under denna tid som termen kung-fu för första gången användes av en västerlänning. Den franske jesuiten Jean Joseph Marie Amiot som var stationerad i Peking använde termen för att beskriva det komplexa systemet kampsporten i Kina hade utvecklats till. I modern tid bildades den första officiella skolan i kampsport 1927 även kallat Central National Martial Arts Society. Detta då kung-fu under den kinesiska republiken blev en del i byggandet av en nationell identitet. Men efter republikens fall valde många wushutränare att flytta utomlands och spred på så vis kung-fun. 1949 började en standardisering av kinesisk kampsport under benämningen wushu vilket medförde en gemensam tävlingsstandard. På senare tid har intresset för kung-fu minskat i Kina och det har blivit att svårare att locka elever till skolorna, dock har intresset i väst ökat.

## Religion
Det finns de som menar att kampsport som kung-fu är ett uttryck för schamanism. Till att börja med kan det påvisas genom hur många kung-fustilar i Kina sägs ha uppkommit. De delar en berättelsetradition med en så kallad schamanistisk Vision Quest. Traditionen utgår från att en krigare först genomgår intensiv träning, som sedan följs av en tid av motgång samt isolering för att därefter få en uppenbarelse av ett andedjur som delger hemligheter med krigaren. Många kung-fustilars skapelsemyt följer denna berättelseform där en person får en uppenbarelse av ett djur som upplyser personen om stridsteknik eller liknande. Vidare kan den schamanistiska kopplingen påvisas genom de djur som används som förebilder för att komma i kontakt med deras karaktäristiska drag. Något som är typiskt för schamanism. Exempel på dessa djur är tiger, leopard, trana, apa och bönsyrsa. Sparring kan också ses som någonting schamanistiskt då det är ett interagerande med direkt respons från naturen, vilket är en schamanistisk teknik.   Kampsport kan därtill generellt ses av vissa som en slags aktiv meditation som kan påverka en människas medvetande eller sinnestillstånd. Detta kan leda till ett lugn som är startpunkten för att få kontakt med andevärlden.
Traditionellt anses kung-fu ha en koppling också till daoism. En central tanke inom daoismen är balansen mellan yin och yang samt att allting har två sidor, och att harmoni uppnås genom att balansera ut dessa sidor. Här ses till exempel kung-funs andningstekniker som ett sätt att balansera ut dessa sidor. Likaså ses många av de övningar och rörelser inom kung-fu som förstärkare av Qi som är den vitala livsenergin och ett viktigt begrepp inom daoismen. Därtill kan det ses kopplingar mellan kungf-fu och buddhism. Shaolinstilen inom kung-fu utvecklades exempelvis i ett buddhisttempel. Just shaolinstilen särskiljer sig även från andra kung-fustilar då det i stilen finns en strävan efter nästintill övernaturlig vishet samt styrka, vilket är en strävan typisk för buddhistmunkar.  Också här ses andningen och avslappningen som en väsentlig koppling till den buddhistiska traditionen. Utöver dessa ses även kopplingar mellan konfucianism och kung-fu. Konfucianismen menar att altruism är en del av människans natur och med den kommer ett behov av att skydda. Vissa menar att kung-fun till sin natur inte är aggressiv utan defensiv och är menad att användas för att försvara såväl sig själv som svaga och utsatta. Likaså kan den formalisering av kung-fustilar som gjorts ses som ett uttryck för den konfucianska tanken. Därtill menar vissa att dygder såsom lojalitet och respekt för äldre är ett uttryck för konfucianism liksom den sociala ordningen inom kung-fuskolor.

## Shaolintemplet
Under det 5:e århundradet grundade kejsaren Xiaowen shaolintemplet vid Songberget i Dengfengprovinsen som en slags tillflyktsort för munkar. Munkarna som främst hade som uppgift att översätta buddhistiska texter till kinesiska började göra olika övningar för att upprätthålla god hälsa. Övningar som till en början mer liknade en blandning av yoga och kinesisk medicin. Dessa övningar blev med tiden former som idag kallas för Ye Gun Kung, Sai Choi Kung och Sime Kung. Med tiden fick shaolintemplet det största dokumenterade systemet för kinesisk kampsport, varav dess vikt inom kampsporten och vilket också bidrog till shaolinkungfuns spridning. Med tiden har fler shaolintempel kommit att upprättas runtom i Kina.

## Medicin
Kung-fu har enligt vissa en intim koppling till kinesisk medicin. Enligt förespråkare av den kinesiska medicinen har kung-fu positiva effekter på hälsan då den ökar cirkulationen av de väsentliga vätskorna. Vissa ställningar och kroppshållningar försämrar cirkulationen, medan kung-fu till sin natur rätar ut dessa hållningar och således förbättrar den. Något som i sin tur förbättrar sinnet. Det senare är inte helt olikt filosofin bakom det gymnastiska system som svenske Pehr Henrik Ling utvecklade på 1800-talet som i sin tur har sina rötter i antikens syn på gymnastik. Ling menade att det kroppsliga välmåendet är en viktig om inte grundläggande komponent för inlärning. Således finns en liknande tanke gällande hur det fysiska välmåendet även påverkar sinnet.

## Extern och intern Kung-fu
Kung-fu delas ibland in i två undergrupper, extern och intern kung-fu. Den externa kung-fun fokuserar på fysiska detaljer i stridskonsten och att kunna orsaka skada på en motståndare vid behov. Likaså fokuserar den på sådant som muskler, snabbhet, reflexer och fysisk styrka. Målet är att individen först når sina fysiska gränser för att sedan se till det inre. Genom att först korrigera de externa rörelserna kan utövaren förstå den interna processen bakom rörelsen liksom relationen till qi. Exempel på extern kung-fu är Hóu Quán (även känd som Monkey kung-fu) eller Heihuquan (även känd som Tiger kung-fu). Intern kung-fu gör motsatsen och fokuserar sällan på att förstärka muskulatur eller att förbättra kondition. Istället lägger den fokus på avslappning och individens intentioner. Alltså att förstärka sinnet, kroppen och jaget. Den inre kung-fun fokuserar således inte på applicering av stridskonst, utan mer på stilens påverkan på det inre. Exempel på intern kung-fu är Tai Chi och Xinyi Ba. Dock är det inte alltid tydligt vart gränsen går mellan extern och intern kung-fu. Ett exempel på detta är bajiquan som vissa menar är en extern form medan andra menar är intern. Detta exempel belyser problematiken med konceptet av intern och extern kung-fu, nämligen att det är generaliseringar som inte alltid återger en adekvat bild då i princip alla stilar innehåller element av både och.

## Stilar
Exakt antal stilar eller former av kung-fu som idag existerar är okänt. Vissa menar att det kan röra sig om ett hundratal, dock bestrids denna siffra då det råder oenighet gällande vad som är en form samt när en form har utvecklats tillräckligt för att klassificeras som en ny form. Kategoriseringar har försökt göras med indelningar utifrån såväl geografiska, religiösa som filosofiska markörer. Exempel på detta är till exempel klassificeringar utifrån stilens geografiska härstamning i förhållande Yangtzefloden, där stilarna delas in i nord- och sydstilar. Ett annat exempel på klassificering är utifrån om stilen är extern eller intern (se rubriken Extern och intern Kung-fu). Ytterligare ett exempel är de som klassificerar utifrån vilken religion stilen mest har inspirerats av såsom buddhism, daoism eller konfucianism. Bland dessa stilar finns dock några som har blivit mer framstående. Bajiquan (八极拳) är en närstridsbetonad stil som karaktäriseras av användandet av armbågar och explosivitet. Taiji (太极) anses ibland vara den mest populära formen av kung-fu. Tai Chi karaktäriseras av sitt långsamma tempo, mjuka rörelser, andning och dess fokus på att inte använda våld. Wing Chun (咏春), som är den enda stilen som är döpt efter en kvinna, använder främst överkroppen och är liksom bajiquan närstridsbetonad. Formen karaktäriseras av kvicka fötter liksom snabba slag. Shaolin kung-fun (少林功夫 ) är känt för att ha en bred hållning med benen. Likaså är stilen känd för att lägga tonvikt vid sparkar och använda såväl öppen som stängd hand vid slag. Återkommande inom samtliga stilar är ställningar såsom ma bu, gong bu och pu bu.

## Vapen
De flesta stilar inom kung-fu använder vapen som en naturlig del av träningen vilket är någonting som är mer ovanligt i kampsporter såsom karate och taekwondo. och det finns traditionellt 18 huvudkategorier av vapen som används. Dessa vapen är bland annat sabel, spjut, svärd, hillebard, yxa, grep, sai, krok, piska, påle, hammare, treudd, talon, långt spjut, stav och meteorhammare. Utöver dessa huvudsakliga vapenkategorier kan även vapen som kroksvärd, fjärilssvärd, kedjepiska  och nunchaku nämnas.

## Kung-fu i populärkultur
Wuxia är en genre som gestaltar kampsportshjältar som nådde stor popularitet i Kina under 1900-talet, där författaren Jin Yong ses som en av de mest framträdande. Inom film nådde genren internationella framgångar med exempelvis filmen Crouching Tiger, Hidden Dragon som regisserades av Ang Lee. Under 1960- och 70-talet uppstod en subgenre som kom att kallas för kungfu-film där framstående skådespelare som Bruce Lee, Jackie Chan och Jet Li kan nämnas.  Inom tv-spel kan spel som innehåller kung-fu nämnas såsom Shenmue 2, Tekken, Soul Calibur, och Mortal Kombat.

## Kung-fu i Sverige
2017 beräknades det finnas ca 2500 wushu-utövare i Sverige. Även om kung-fu utövats under lång tid i Sverige så var det först år 1999 som wushun började organiseras. Svenska Kung fu och Wushuförbundet är idag Sveriges officiella förbund för tävlande och utövare i kinesisk kampsport.